# Winifred Sturt
Winifred Sturt, baronessa Hardinge av Penshurst, född 17 mars 1868, död 11 juli 1914, var vicedrottning av Indien 1910–1914 som gift med den brittiske vicekungen i Indien, Charles Hardinge, 1:e baron Hardinge av Penshurst.
Hon var hovdam, Woman of the Bedchamber, åt Alexandra av Danmark, mellan 1893 och 1910, vilket innebar att hon var drottningens hovdam 1901–1910.